# Norbert Masur
Norbert Masur (* 13. Mai 1901 in Friedrichstadt; † 10. Juli 1971 in Stockholm) war ein Unterhändler des Jüdischen Weltkongresses, der am 20. April 1945 mit Heinrich Himmler über die Freilassung von KZ-Häftlingen verhandelte.

## Leben
Norbert Masur war eines von zehn Kindern von Leiser Masur, Kaufmann in Friedrichstadt, und Hannchen Masur (geb. Levy). Er lebte nach Ende des Zweiten Weltkriegs abwechselnd in Tel Aviv und Stockholm.

## Die Verhandlungen mit Heinrich Himmler
Der Jüdische Weltkongress (World Jewish Council, kurz: WJC) war 1936 in Genf zur Zeit des Nationalsozialismus gegründet worden, um die Juden zu einen, ihre Interessen zu vertreten und gegen die Nationalsozialisten zu mobilisieren. Über Heinrich Himmlers schwedischen Arzt Felix Kersten arrangierte die schwedische Sektion des WJC ein geheimes Treffen auf Kerstens Gut Hartzwalde rund 70 Kilometer nördlich von Berlin. Norbert Masur wurde als Unterhändler bestimmt, dem von Himmler freies Geleit zugesichert wurde. Durch die Verhandlungen mit Masur und den Nachverhandlungen mit dem Leiter des Schwedischen Roten Kreuzes Folke Bernadotte wurde es dieser Organisation ermöglicht, in den folgenden Tagen rund 7000 Frauen aus dem Frauen-KZ Ravensbrück zu retten, bekannt als die Rettungsaktion der Weißen Busse. Rund die Hälfte dieser Frauen, die aus über 40 Nationen deportiert worden waren, waren Jüdinnen. Sie wurden im südlichen Schweden in Auffanglagern untergebracht. Masur äußerte sein Erschrecken über den dramatischen Zustand der Frauen nach den teilweise mehrjährigen Lageraufenthalten. Vor allem für die polnischen Jüdinnen erschien Norbert Masur eine Rückkehr in ihre Heimat vor dem Hintergrund ermordeter Familienangehöriger, den Erfahrungen in den Ghettos und den vernichteten jüdischen Gemeinden unvorstellbar, sodass er eine Emigration nach Palästina als einzige Möglichkeit ansah, dass diese Frauen ihre Würde wiedererlangten.